# Gudrød af Skåne
Gudrød af Skåne (norrønt Guðröðr) var en sagnkonge over Skåne, der muligvis levede i 600-tallet. Ifølge Ynglinga saga var han bror til Halfdan Snialli, Ivar Vidfamnes far. Han kendes kun fra sene islandske sagaer, der er nedskrevet i 1200-tallet.